# Samuel O. Freedman
 (décembre 2017).
Si vous disposez d'ouvrages ou d'articles de référence ou si vous connaissez des sites web de qualité traitant du thème abordé ici, merci de compléter l'article en donnant les références utiles à sa vérifiabilité et en les liant à la section « Notes et références ».
Pour les articles homonymes, voir Samuel Freedman (homonymie).
Samuel O. Freedman (8 mai 1928 à Montréal) est un immunologiste, professeur et administrateur québécois.

Selon l'Ordre du Canada en 1986 : 

« L'un des chefs de file Canadiens dans le domaine de l'immunologie clinique, il a acquis une réputation internationale à titre de co-découvreur [avec Phil Gold] de l'antigène carcinoembryonnaire, qui a abouti à la mise au point du premier test sérologique pratique pour le dépistage du cancer de l'intestin et qui a eu d'importantes répercussions sur l'étude de l'aspect biologique des tumeurs. Enseignant et administrateur réputé, il est maintenant vice-recteur (affaires universitaires) à l'Université McGill et médecin chef du service d'immunologie clinique et d'allergie à l'Hôpital Général de Montréal. »

## Honneurs
- 1978 - Prix Gairdner
- 1985 - Officier de l'Ordre du Canada
- 1994 - Chevalier de l'Ordre national du Québec
- 1998 - Prix Armand-Frappier
- 2006 - Prix James H. Graham